# Terrible Teddy, the Grizzly King
Terrible Teddy, the Grizzly King er en amerikansk stumfilm fra 1901 af Edwin S. Porter.